# 高柏園
高柏園（英文：Kao Po-yuan，1958年12月19日—），臺灣哲學學者，中國文化大學哲學博士，師承牟宗三、曾昭旭、王邦雄，自學生時期起任《鵝湖月刊》社主編、社長。曾任華梵大學校長、華梵大學佛教學院院長、華梵大學東方人文思想研究所所長、華梵大學佛教學系系主任、中國文化大學哲學系副教授、淡江大學行政副校長、文學院院長、中文系主任、漢學研究中心主任，現任華梵大學東方人文思想研究所所長兼客座教授。
佛教思想來源於求學時期受業於法鼓山創辦人聖嚴法師、華梵大學創辦人曉雲法師。曾為佛光山《獻給旅行者365日-中華文化佛教寶典》錄製儒家、佛學實踐系列演講影片。

## 著作
- 《中庸形上思想》（台北：東大圖書，2016）
- 《韓非哲學研究》（台北：鵝湖月刊234期，1994）
- 《禪學與中國佛學》（台北：里仁書局，2008）
- 《孟子哲學與先秦思想》（台北：文津出版社，1996）
- 《莊子內七篇思想研究》（台北：文津出版社，2000）
- 《法家的管理哲學》（台北：漢藝色研文化公司，1996）
- 《人性管理的終結者》（台北：漢藝色研文化公司，1990）
- 《少年老子》（台北：漢藝色研文化公司，2000）
- 《心靈游牧族的歸鄉》（台北：漢藝色研文化公司，1993）